# Ara de Lear

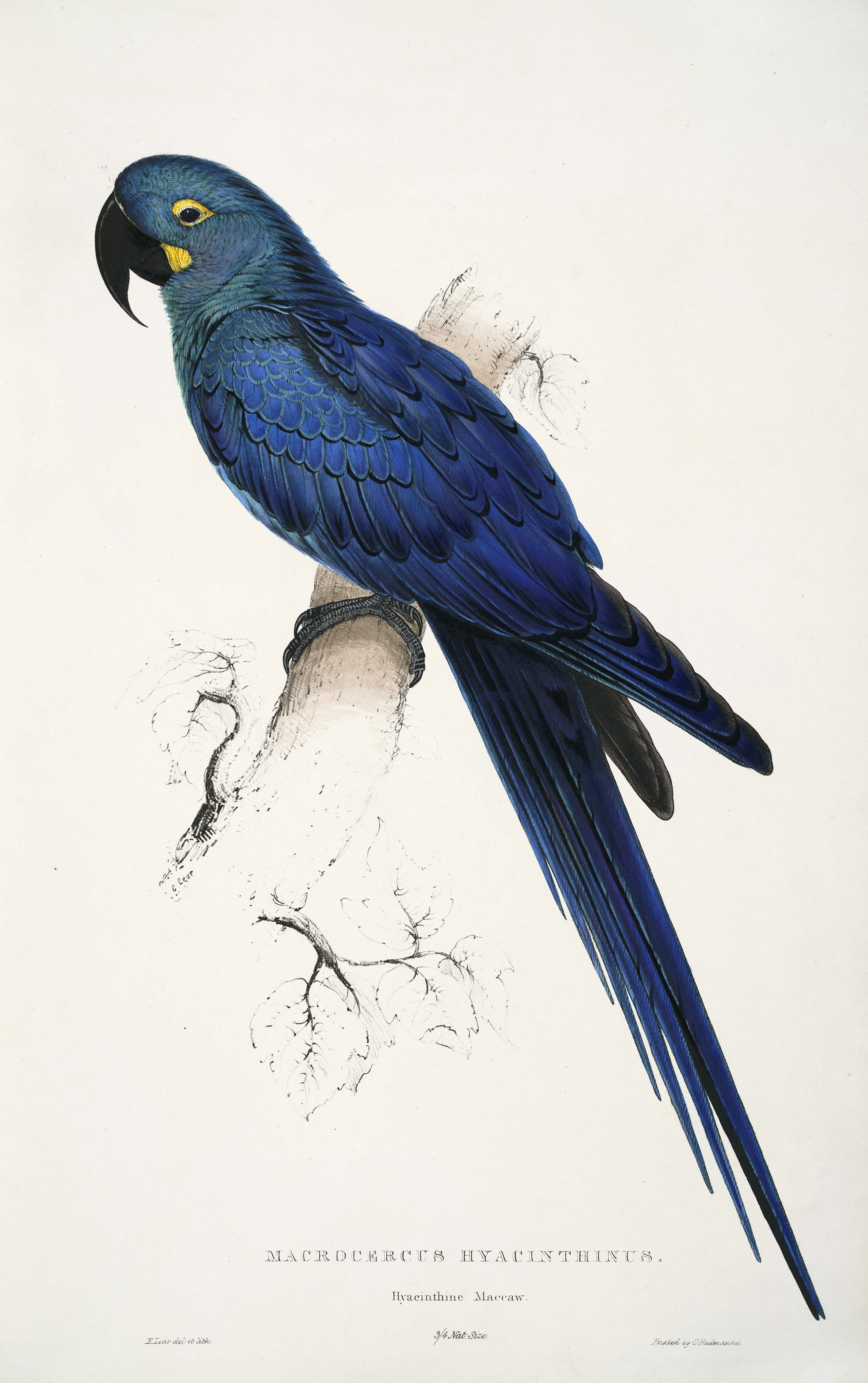
Illustration d'Edward Lear publiée dans son livre Illustrations of the Family of the Psittacidae, or Parrots en 1832.

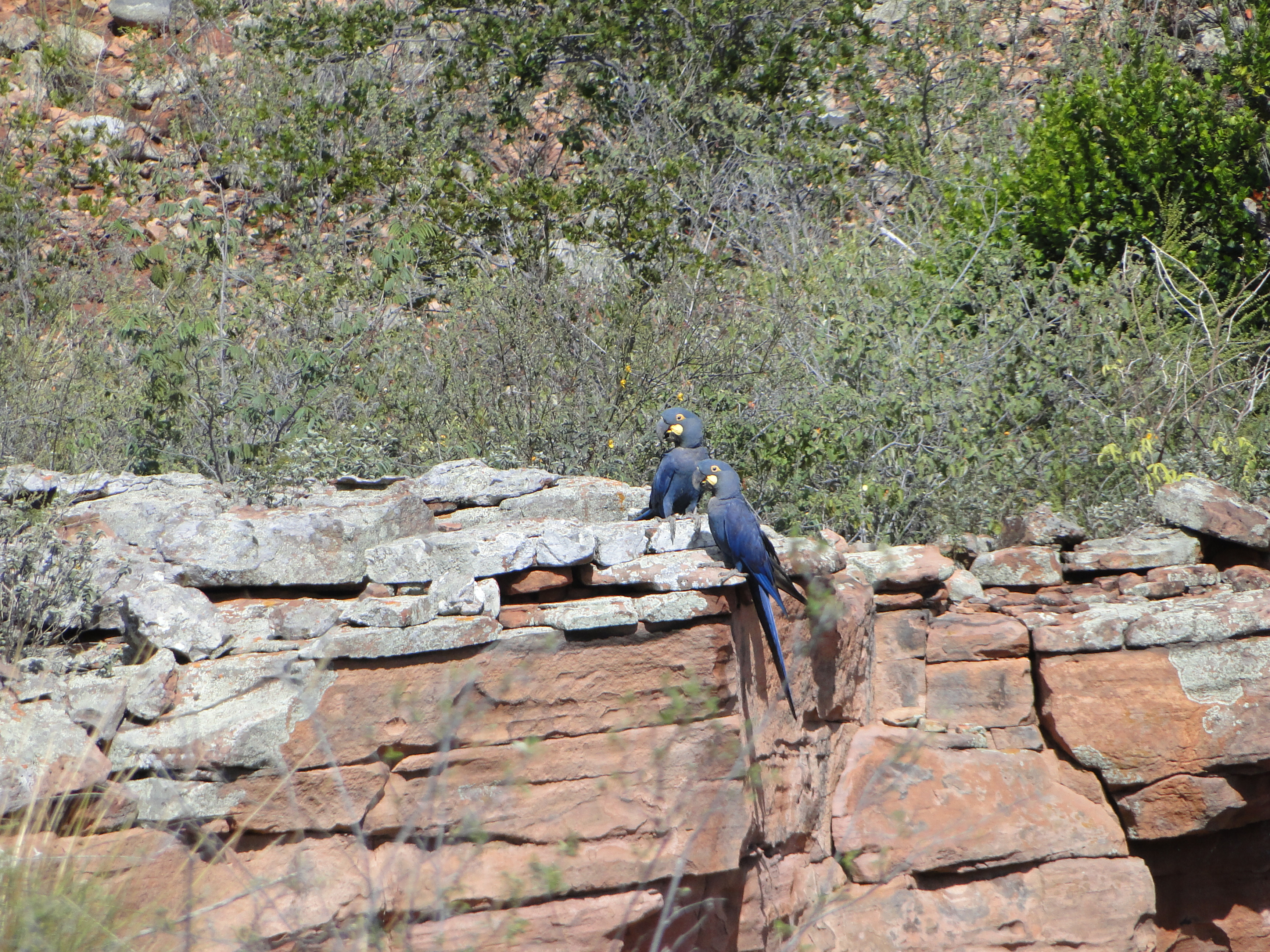
Aras de Lear dans la Station biologique de Canudos (État de Bahia, Brésil)

Anodorhynchus leari
Espèce
Statut de conservation UICN

 EN  : En danger
Statut CITES
L'Ara de Lear ou Ara cobalt (Anodorhynchus leari) appartient au genre Anodorhynchus, tout comme l'Ara hyacinthe dont il est très proche. L'espèce est nommée d'après l'artiste, ornithologue et poète britannique Edward Lear (1812-1888).

## Description
Cet oiseau mesure près de 75 cm.
Il se distingue de l'Ara hyacinthe par sa coloration tendant plus vers le bleu azur que vers le bleu violet, ainsi que par la couleur de la paupière qui est blanche (tandis que l'Ara Hyacinthe l'a de couleur noire). L'Ara de Lear est de taille nettement inférieure (75 cm) comparé à l'Ara Hyacinthe (95 cm).

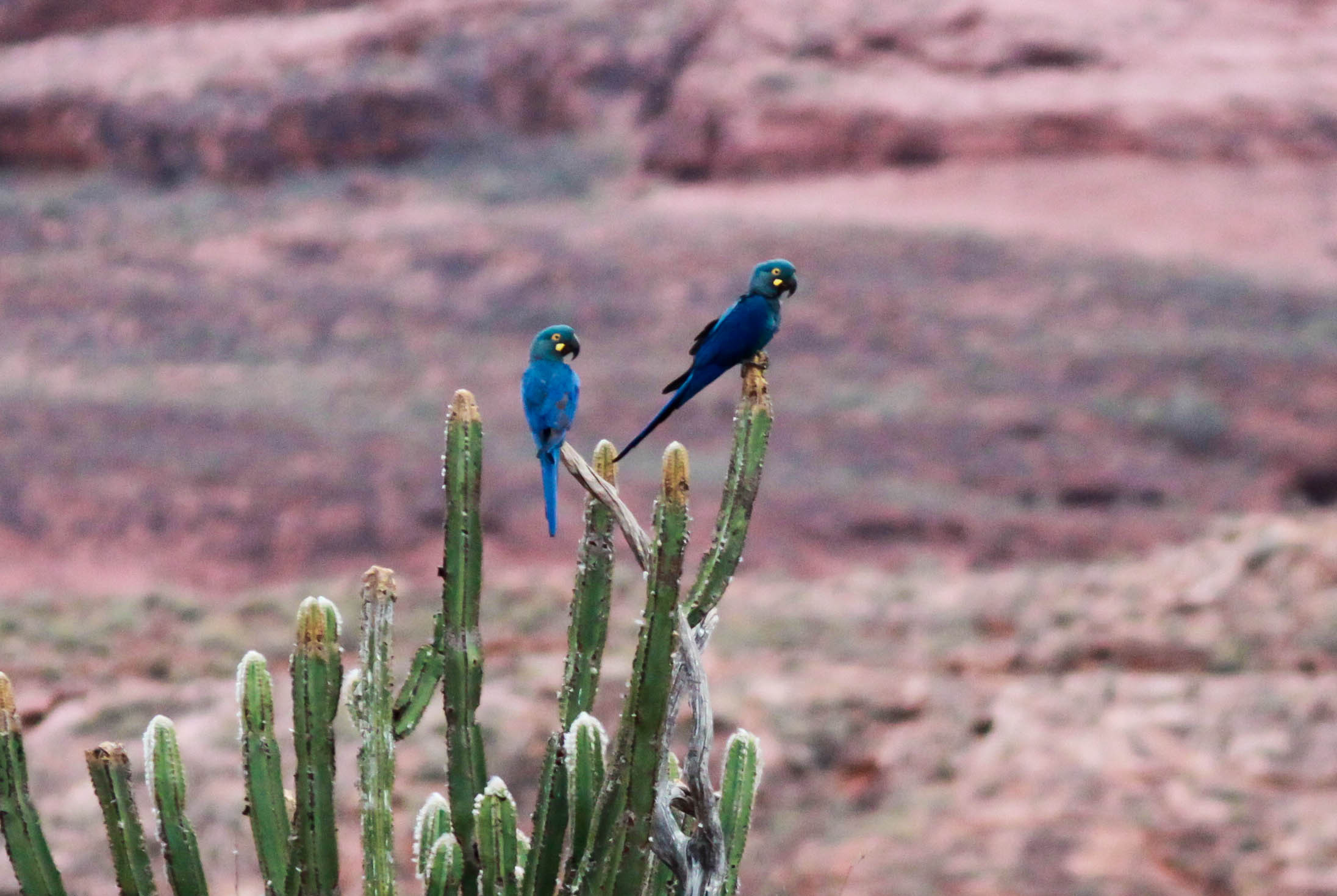
Ara de Lear, Anodorhynchus leari. Photo Rick elis.simpson

## Répartition
Cet oiseau peuple une aire d'environ 8 000 kilomètres carrés au nord-est de l'État de Bahia au Brésil.

## Menaces
Cet oiseau était considéré en danger critique d'extinction : en 1989, moins de 100 individus répartis en petites populations. Les quelques couples existant en captivité ayant des difficultés à se reproduire, il semble peu probable qu'ils puissent être à l'origine d'une réintroduction dans le milieu naturel.
Son statut de conservation a été réévalué en 2009 à la suite d'efforts de protection fructueux ayant permis à la population d'Aras de Lear de remonter à près de 1000 individus. Il est maintenant classé parmi les espèces en danger de disparition.